# Armand Baeriswyl
Armand Baeriswyl (* 1962 in Biel/Bienne) ist ein Schweizer Mittelalterarchäologe und Historiker. Er arbeitet beim Archäologischen Dienst des Kantons Bern und lehrt als Privatdozent an der Universität Wien.

## Biographie
Armand Baeriswyl studierte Mittelalterliche Geschichte, Archäologie des Mittelalters und Kunstgeschichte an der Universität Zürich, unter anderem bei Hans Conrad Peyer, Roger Sablonier und Hans Rudolf Sennhauser. 2001 wurde er bei Letzterem mit der Dissertation Stadt, Vorstadt und Stadterweiterung im Mittelalter. Archäologische und historische Studien zum Wachstum der drei Zähringerstädte Burgdorf, Bern und Freiburg im Breisgau promoviert.
Bereits während seines Studiums arbeitete Baeriswyl an archäologischen Untersuchungen und Bauforschungen in den Kantonen Bern, Graubünden und Thurgau mit. Wichtigste Stationen waren die Teilnahme an den Untersuchungen im Benediktinerinnenkloster St. Johann Müstair und die Leitung der archäologischen Erforschung der Stadtburg Unterhof in Diessenhofen. 1994 wurde er wissenschaftlicher Mitarbeiter beim Archäologischen Dienst des Kantons Bern. Dort arbeitete er in der Abteilung Mittelalter. 2007 übernahm er die Leitung des neu entstandenen Bereichs «Stadt-, Kirchen-, Burgen- und Kirchenarchäologie sowie Bauforschung». In diese Jahre fallen intensive stadtarchäologische Forschungen, ausgehend von Ausgrabungen in Bern, Biel/Bienne, Burgdorf, Thun und Unterseen, aber auch Untersuchungen von Burgen und Schlössern, unter anderem das Höchhus von Steffisburg und der Untere Mannenberg in Zweisimmen. Ebenfalls wichtig sind seine archäologischen und historischen Forschungen zu Kommenden des Deutschen Ordens in Köniz (Schloss Köniz) und Sumiswald (Schloss Spittel). Seit 2011 leitet er das Ressort «Archäologische Untersuchungen» und ist damit für sämtliche archäologischen Feldeinsätze im Kanton Bern zuständig.
Seit 2002 wirkt Baeriswyl als Dozent für Archäologie des Mittelalters an den Universitäten Basel, Bern und Heidelberg sowie an der Berner Fachhochschule Architektur, Holz und Bau in Burgdorf. 2010 war er Gastprofessor am Institut für Ur- und Frühgeschichte der Universität Wien. 2011 habilitierte sich Baeriswyl im Fach Archäologie des Mittelalters und der Neuzeit an der Universität Wien bei Claudia Theune-Vogt mit der Habilitationsschrift Stadt und Herrschaft im Mittelalter im Spiegel von Archäologie, Bauforschung und Geschichte – Städtebauliche und bauliche Interaktionen.
Baeriswyl ist Präsident der Schweizerischen Arbeitsgemeinschaft für Archäologie des Mittelalters und der Neuzeit (SAM); ferner ist er Vorstandsmitglied bei der Wartburg-Gesellschaft zur Erforschung von Burgen und Schlössern, beim Schweizerischen Burgenverein, beim Historischen Verein des Kantons Bern und beim Schweizerischen Arbeitskreis für Stadtgeschichte. Er amtet als Beirat der wissenschaftlichen Aufsichtskommission des Germanischen Nationalmuseums Nürnberg.

## Forschungsschwerpunkte
Baeriswyl versteht sich als Historiker, der mit materiellen Quellen arbeitet, die in archäologischen Ausgrabungen und bei Bauforschungen gewonnen wurden. Sein Forschungsschwerpunkt ist die materielle Geschichte der vormodernen Stadt, vor allem Fragen
- zur historischen, bauhistorischen und städtebauhistorischen Entwicklung[5];
- zur Entstehung und Entwicklung der städtischen baulichen Infrastruktur;[6]
- zur Raumnutzung und zum Verhältnis von öffentlichem und nicht öffentlichem Raum;
- zur Bebauung der Stadt mit öffentlichen wie privaten Einrichtungen und Gebäuden;
- zu den Bettelordensklöstern im Stadtgefüge.[7]

Eine Grundfrage, welche ihn sowohl in seiner Arbeit als im Feld tätiger wie als forschender Archäologie beschäftigt, lautet: Wo und wie manifestiert sich die Herrschaft in ihrer Stadt städtebaulich bzw. baulich? Dabei ist der Begriff Herrschaft umfassend gemeint, zum einen chronologisch, vom Grundherrn älterer, frühstädtischer Siedlungen über die Stadtgründer der neuen Städte des Mittelalters bis zu den spätmittelalterlichen oder frühneuzeitlichen Stadtherren, zum anderen inhaltlich, neben dem Stadtherrn selbst auch dessen Stellvertreter, also die Schultheissen und Vögte, sowie die städtischen Räte.
Auch die Formulierung bauliche bzw. städtebauliche Manifestation ist umfassend zu verstehen. Das beginnt bei der Lage der Stadt und setzt sich mit der Stadtplanung (Anlage, Gassen, Plätze, Parzellen) fort und schliesst einen wesentlichen Teil der städtischen Infrastruktur mit ein, so Stadtburgen bzw. Residenzen, Rathäuser, Stadtbefestigung, Kirchen, Klöster, Markt, Wasserversorgung und -entsorgung, Gewerbewasseranlagen, Spitäler, Hafenanlagen und Brücken.
Ein Schwerpunkt der Forschungen liegt bei den sog. «Gründungsstädten» des 12. bis 14. Jahrhunderts. Es geht um das angebliche Gegensatzpaar «gegründet» und «gewachsen», mittlerweile in der Forschung ergänzt um den Begriff «geplant»: Wie funktioniert das Wechselspiel zwischen herrschaftlich bzw. obrigkeitlich bestimmter Gründung bzw. Planung und individuell bestimmtem Wachstum? Wo ist die Herrschaft präsent und was gibt sie an Regelungen vor? Und: Wo ist sie – den Hypothesen der älteren historischen Forschung zum Trotz – eben nicht präsent? Kurz: Was gibt es für Möglichkeiten, was gibt es für Muster?
Baeriswyl hat diese Fragen bisher vor allem anhand von süddeutschen und schweizerischen Beispielen behandelt und studiert, versteht diese aber immer als Fallbeispiele, die dazu dienen sollen, Muster zu erkennen, die bei der archäologischen Betrachtung beliebiger europäischer Städte des Mittelalters und der frühen Neuzeit weiterhelfen können. Letztlich geht es ihm darum, archäologische Bausteine für eine «vergleichende Städtegeschichte» zu liefern.
Neben dem Schwerpunkt auf der Erforschung der Stadt beschäftigt sich Baeriswyl mit weiteren Bereichen der Mittelalterarchäologie, u. a. mit
- Kommenden geistlicher Ritterorden, speziell des Deutschen Ordens[8].
- Frauenklöstern.
- Kartausen.
- Adelsbauten in Stadt und Land, im Mittelalter und in der frühen Neuzeit.
- Archäologie und Geschichtswissenschaft.
- Vermittlung und Öffentlichkeitsarbeit in der Archäologie.

## Publikationen (Auswahl)

### Herausgeberschaft
- zus. mit Georges Descoeudres, Martina Stercken, Dölf Wild: Die mittelalterliche Stadt erforschen – Archäologie und Geschichte im Dialog (= Schweizer Beiträge zur Kulturgeschichte und Archäologie des Mittelalters. 36). Basel 2009.

### Monographien
- Der Unterhof in Diessenhofen. Die archäologische und bauanalytische Erforschung eines städtischen Ministerialensitzes im Mittelalter (= Archäologie im Thurgau. Band 3). Frauenfeld 1995 (zus. mit Marina Junkes; PDF-Download).
- Burgdorf Kornhaus, Eine mittelalterliche Häuserzeile in der Burgdorfer Unterstadt (= Schriftenreihe der Erziehungsdirektion des Kantons Bern. Herausgegeben vom Archäologischen Dienst.) Bern 1995 (zus. mit Daniel Gutscher).
- Stadt, Vorstadt und Stadterweiterung im Mittelalter. Archäologische und historische Studien zum Wachstum der drei Zähringerstädte Burgdorf, Bern und Freiburg im Breisgau (= Schweizer Beiträge zur Kulturgeschichte und Archäologie des Mittelalters. 30). Basel 2003.

### Artikel
- Saalbau, Palas und Wohnbau in einer Stadtburg des 13. und 14. Jahrhunderts. In: Wartburg-Gesellschaft zur Erforschung von Burgen und Schlössern (Hrsg.): Schloss Tirol, Saalbauten und Burgen des 12. Jahrhunderts in Mitteleuropa. München 1998, (= Forschungen zu Burgen und Schlössern 4), S. 231–240.
- Die archäologischen Rettungsgrabungen auf dem Thorberg. In: Ulrich Zwahlen (Hrsg.): Heimatbuch Krauchthal Band V, Aus Vergangenheit und Gegenwart. Krauchthal 1999, S. 308–321.
- Wo ist die Höhe Null? – Über die angebliche Grenze zwischen Bauforschung und Bodenarchäologie. In: Dirk Schumann (Hrsg.): Bauforschung und Archäologie, Stadt und Siedlungsentwicklung im Spiegel der Baustrukturen. Berlin 2000, S. 21–31.
- Die Deutschordenskommende in Köniz bei Bern. Mit einigen Überlegungen zu Form und Funktion von Konventsanlagen im Deutschen Reich. In: Wartburg-Gesellschaft zur Erforschung von Burgen und Schlössern (Hrsg.): Burgen kirchlicher Bauherren. München 2001 (Forschungen zu Burgen und Schlössern. 6), S. 193–204.
- Der «Stadtgründer» und die Entstehung der mittelalterlichen Stadt – Archäologische Befunde und historische Überlegungen am Beispiel einiger Städte im Südwesten des Reichs. In: Guido Helmig, Barbara Scholkmann, Matthias Untermann (Hrsg.): Centre – Region – Periphery. Medieval Europe Basel 2002. Bd. 2 (3. Internationaler Kongress der Archäologie des Mittelalters und der Neuzeit. Preprinted Papers). Hertingen 2002, S. 23–38.
- Structure and Topography of the Ruling Power. (Tagungsbericht: Centre – Région – Periphery. Medieval Europe Basel 2002. 3. Internationaler Kongress der Archäologie des Mittelalters und der Neuzeit). In: Zeitschrift für Archäologie des Mittelalters. 31, (2003), 243 f. (zus. mit Gabriele Isenberg).
- Die geplante Stadterweiterung. Befunde und Hypothesen an einigen Beispielen. In: Die vermessene Stadt. Mittelalterliche Stadtplanung zwischen Mythos und Befund. In: Mitteilungsblatt der Deutschen Gesellschaft für Archäologie des Mittelalters und der frühen Neuzeit. 15, 2004, S. 61–66.
- Innovation und Mobilität im Spiegel der materiellen Kultur. Archäologische Funde und historische Fragestellung. In: Rainer Christoph Schwinges, Christian Hesse, Peter Moraw (Hrsg.): Europa im Spätmittelalter. Politik – Gesellschaft – Kultur. (Historische Zeitschrift, Beiheft 40). München 2006, S. 511–537.
- Bern – Brüder. In: Kuratorium der Helvetia Sacra (Hrsg.): Helvetia Sacra. Abt. IV, Die Orden mit Augustinerregel. Bd. 7: Die Serviten, die Pauliner-Eremiten, die Lazariter und Lazariterinnen, die Templer, die Johanniter und der Deutsche Orden in der Schweiz. 2. Teil, Basel 2006, S. 621–649.
- Köniz. In: Kuratorium der Helvetia Sacra (Hrsg.): Helvetia Sacra. Abt. IV, Die Orden mit Augustinerregel. Bd. 7: Die Serviten, die Pauliner-Eremiten, die Lazariter und Lazariterinnen, die Templer, die Johanniter und der Deutsche Orden in der Schweiz. 2. Teil, Basel 2006, S. 754–780.
- Sumiswald. In: Kuratorium der Helvetia Sacra (Hrsg.): Helvetia Sacra. Abt. IV, Die Orden mit Augustinerregel. Bd. 7: Die Serviten, die Pauliner-Eremiten, die Lazariter und Lazariterinnen, die Templer, die Johanniter und der Deutsche Orden in der Schweiz. 2. Teil, Basel 2006, S. 781–803.
- Mittelalterliche Gründungsstadt und Stadtplanung am Beispiel der «Zähringerstädte» Bern und Burgdorf. In: Bruno Fritzsche, Hans-Jörg Gilomen, Martina Stercken (Hrsg.): Städteplanung – Planungsstädte. Zürich 2006, S. 51–67.
- Die Topografie des städtischen Marktes im Mittelalter und der Frühen Neuzeit am Beispiel süddeutscher und schweizerischer Städte. In: Markt und Handwerk. 9. Treffen des Arbeitskreises zur archäologischen Erforschung des mittelalterlichen Handwerks. Zeitschrift für Archäologie des Mittelalters, 34 (2006), S. 231–248.
- Zum Verhältnis von Stadt und Burg im Südwesten des Alten Reiches. Überlegungen und Thesen an Beispielen aus der Schweiz. In: Wartburg-Gesellschaft zur Erforschung von Burgen und Schlössern (Hrsg.): Burg und Stadt. München 2008 (Forschungen zu Burgen und Schlössern 11), S. 21–36.
- Sodbrunnen – Stadtbach – Gewerbekanal. Wasserversorgung und -entsorgung in der Stadt des Mittelalters und der Frühen Neuzeit am Beispiel von Bern. In: Dorothee Rippmann, Wolfgang Schmid, Katharina Simon-Murscheid (Hrsg.): … zum allgemeinen statt nutzen – Brunnen in der europäischen Stadtgeschichte. Trier 2008, S. 55–68.
- Lebensräume und Strukturwandel. In: Barbara Scholkmann, Sören Frommer, Christina Vossler, Markus Wolf (Hg.): Zwischen Tradition und Wandel. Archäologie des 15. und 16. Jahrhunderts (= Tübinger Forschungen zur historischen Archäologie. 3). Büchenbach 2009, S. 357–370; Schlusskommentar zu den Vorträgen der Sektion 5 (Lebensräume und Strukturwandel), S. 483–486.
- Unterschiedliche Quellen, ein Ziel. Das Projekt einer interdisziplinären Häuserdatenbank der Stadt Bern als Beispiel für eine engere Zusammenarbeit zwischen Archäologie und Geschichte. In: Armand Baeriswyl, Georges Descoeudres, Martina Stercken, Dölf Wild: Die mittelalterliche Stadt erforschen – Archäologie und Geschichte im Dialog (= Schweizer Beiträge zur Kulturgeschichte und Archäologie des Mittelalters. 36). Basel 2009, S. 11–20 (zus. m. Roland Gerber).
- Das «Siechenhaus» von Burgdorf in der Schweiz – ein spätgotisches Leprosorium und seine Baugeschichte. In: Regierungspräsidium Stuttgart – Landesamt für Denkmalpflege/Regionalgruppe Baden-Württemberg Arbeitskreis für Hausforschung (Hrsg.): Städtische Spitalbauten aus der Sicht der Hausforschung. Tagung in Ravensburg am 30. April 2004 (= Südwestdeutsche Beiträge zur historischen Bauforschung. 8). Breisach 2009, S. 209–218.
- Klöster am Stadtrand? Einige Überlegungen zur Lage von Bettelordensklöstern in der mittelalterlichen Stadt. In: Anne-Marie Hecker, Susanne Röhl (Hrsg.): Monastisches Leben im urbanen Kontext (=MittelalterStudien. 24). München 2010, S. 25–40.
- Biel – eine Stadt am See? Einige Überlegungen zum Verhältnis von Stadt und See im Mittelalter. In: Siedlungsforschung. 27 (2009), S. 185–198.
- Holzhäuser, Gerbergruben und Gewerbekanäle. Die archäologischen Ausgrabungen auf dem ehemaligen Gassmann-Areal in Biel. In: Bieler Jahrbuch – Annales biennoises 2009. S. 85–93 (zus. m. Roger Lüscher).
- Anmerkungen zum Thema Archäologie und Öffentlichkeit oder: Ist Archäologie Kultur? In: Fund-Stücke – Spuren-Suche. Festschrift Georges Descoeudres (Zurich Studies in the History of Art. 17/18), S. 633–639.
- Auf der grünen Wiese oder im dichten Eichenwald? Die Anfänge der Zähringerstädte Freiburg im Breisgau und Bern im Licht archäologischer Erkenntnisse. In: Ferdinand Opll (Hrsg.): Stadtgründung und Stadtwerdung. Beiträge von Archäologie und Stadtgeschichtsforschung (= Beiträge zur Geschichte der Städte Mitteleuropas. Band 22). Linz 2011, S. 1–19.
- Die «gegründeten» Städte — Stadtgründungen und -erweiterungen in den Kantonen Bern, Freiburg und Solothurn. In: Schweizerischer Burgenverein/Archäologie Schweiz/Schweizerische Arbeitsgemeinschaft für die Archäologie des Mittelalters und der Neuzeit (Hrsg.): Siedlungsbefunde und Fundkomplexe der Zeit zwischen 800 und 1350. Akten des Kolloquiums zur Mittelalterarchäologie in der Schweiz Frauenfeld, 28.–29. Oktober 2010. Basel 2011, S. 181–196.